# Grim Vuijsters
Grim Vuijsters (Goirle, 18 december 1982) is een Nederlandse judoka.

## Erelijst
2005 Nederlandse Kampioenschappen (+100) Rotterdam
 2006 Nederlandse Kampioenschappen (+100) Rotterdam
 2007 Nederlandse Kampioenschappen (+100) Rotterdam
 2009 Europees Kampioenschappen (+100 kg), Tbilisi, Georgië
 2008 Super World Cup Tournoi de Paris, Parijs, Frankrijk
 2008 Super World Cup Hamburg, Hamburg, Duitsland
 2008 Super World Cup Praag, Praag, Tsjechië